# Yaghnobis
Els yaghnobis (en yaghnobi: yaγnōbī́t o suγdī́t; en Tadjik: яғнобиҳо), son una ètnia irànica de l'est que habita principalment a la vall del riu Yaghnob, al sud de la província de Sughd, a Tadjikistan. El seu idioma, el yaghnobi, es considera un descendent directe d'un dialecte del sogdià, una llengua irànica actualment morta, de la qual només es conserven alguns manuscrits i testimonis arqueològics. L'idioma yaghnobi està tan relacionat amb el sogdià que sovint se l'anomena neo-sogdià en literatura acadèmica, i la seva condició de darrer dialecte viu d'una llengua morta despertat interès en la comunitat científica.
L'aïllament geogràfic de la Vall de Yaghnob, envoltada de grans muntanyes, clima rigorós i amb escasses i precàries infrastructures de comunicacions, ha ajudat aquesta ètnia a conservar la seva llengua i cultura al llarg dels segles, que els acadèmics consideren de gran singularitat. Els yaghnobis, tot i ser musulmans sunís, conserven alguns trets particulars que els lliguen al seu passat irànic i pre-islàmic. Segons les tradició local, els yaghnobis eren sogdians que es van refugiar a la Vall de Yaghnob durant la conquesta àrab del segle VIII, que féu caure les ciutats de Samarcanda i Panjakent. D'altra banda, avui en dia els investigadors consideren que els yaghnobis vivien en aquest indret remot des de temps anteriors, segons indiquen les troballes arqueològiques existents a la veïna Vall de Matcha.
Entre 1968 i 1969, la majoria van ser desplaçats a plantacions de cotó en les planes properes al poble de Zafarobod, al nord-oest del país, vora la frontera amb Uzbekistan. Una part va poder tornar a la vall originària a partir de 1978, però la majoria ho va fer durant la Guerra Civil del Tadjikistan (1992-1997). La població yaghnobi que a data de 2019 habitava la Vall de Yaghnob era inferior a 500 persones, que vivien repartides en 21 pobles i tenien una subsistència principalment basada en l'agricultura. Actualment, les altres comunitats Yaghnobis estan ubicades vora Dushanbe (la capital de Tadjikistan), i també a Zafarobod i a Zumand.